# Physotarsus maculipennis
Physotarsus maculipennis är en stekelart som först beskrevs av Cresson 1874.  Physotarsus maculipennis ingår i släktet Physotarsus och familjen brokparasitsteklar. Inga underarter finns listade i Catalogue of Life.